# توشيو ياموتشي
توشيو ياموتشي (باليابانية: 山内俊夫؛ بالكانا: やまうち としお) هو سياسي ياباني، ولد في 17 ديسمبر 1946 في ماروغامه في اليابان. نشط حزبياً في الحزب الليبرالي الديمقراطي الياباني. وقد انتخب عضو مجلس المستشارين (26 يوليو 1998 – 25 يوليو 2010).

## وصلات خارجية
- الموقع الرسمي